# Hannó (210 aC)
Hannó fou un general enviat per Cartago a Sicília per fer la guerra el 211 aC.
Va establir els seus quarters a Agrigent on va estar associat a Epícides de Siracusa i Mutines; la gelosia pels èxits del darrer no va ser favorable i en una absència de Mutines, Hannó va lliurar batalla al cònsol Marc Claudi Marcel però la cavalleria númida va refusar combatre en absència del seu cap i conseqüentment Hannó va ser derrotat amb fortes pèrdues.
Marcel no va assetjar Agrigent i així Hannó va romandre amo de la ciutat mentre Mutines amb la seva cavalleria s'assegurava el domini del tot el territori veí. Hannó per gelosia va destituir a Mutines del comandament i llavors aquest cap es va aliar amb els romans (amb el cònsol Marc Valeri Leví) al que va entregar a traïció la ciutat d'Agrigent. Hannó i Epícides es van poder escapar per mar cap a Cartago, i així la guerra a Sicília es va poder donar per acabada el 210 aC.